# Brzoskwinia (manga)
Brzoskwinia (jap. ピーチガール Pīchi gāru; ang. Peach Girl) – shōjo-manga autorstwa Miwy Uedy, publikowana od października 1997 do stycznia 2004 na łamach magazynu „Bessatsu Friend”. Poza pierwszą serią, zatytułowaną „Brzoskwinia”, ukazały się również kontynuacje: „Change of Heart” oraz „Sae’s Story”.

## Bohaterowie
- Momo Adachi – nieśmiała piętnastolatka, z wyglądu łatwa dziewczyna, posiadająca kompleksy na punkcie swojej szybko opalającej się skóry.
- Sae Kashiwagi – pseudo-przyjaciółka Momo-chan, pozornie śliczna i niewinna, w rzeczywistości niebezpieczna intrygantka.
- Kazuya Tojigamori – obiekt westchnień Momo, stroni od dziewczyn.
- Kairi Okayasu – najpopularniejszy chłopak w szkole, największy podrywacz na pierwszym roku i jednocześnie najwierniejszy przyjaciel Momo.
- Goro Oji (Jigoro) – zakochany w Sae top model.

w kolejnych sagach również:
- Ryo Okayasu – starszy brat Kairi, na pozór wrażliwy, czuły mężczyzna marzeń wielu kobiet, równie podstępny, co Sae.
- Misao Aki – pielęgniarka w szkole Momo, niegdyś korepetytorka Kairi. Zakochana w Ryo, nieświadoma jego prawdziwej osobowości.
- Kanji Saruwatari – przyjaciel Sae z dzieciństwa. Jako jedyny zna historię Sae.

## Fabuła
Manga opowiada historię piętnastoletniej Momo Adachi, uczennicy pierwszej klasy liceum, od lat kochającej się w koledze - Tojim (Kazuya Tojigamori) Momo ma kłopoty z powodu swojego wyglądu - farbowana blondynka, ciemna cera, lekko skośne oczy - często jest brana za łatwą dziewczynę. Jest nieśmiała i zamknięta w sobie, wygląda na to, że nie ma powodzenia u chłopaków, dlatego swoje uczucie do Tojiego skrywa głęboko w sercu. W szkole też nie ma zbyt wielu przyjaciół, na dobrą sprawę zadaje się tylko z Sae Kashiwagi - ładną, szczupłą i rozchwytywaną przez chłopaków dziewczyną, która na pierwszy rzut oka wygląda na bardzo sympatyczną i godną zaufania, w rzeczywistości jest jednak zazdrosną intrygantką, która udaje przyjaciółkę, a tak naprawdę robi wszystko, by zniszczyć innym życie. Pewnego dnia Momo poznaje Kairi Okayasu - najpopularniejszego chłopaka z pierwszego roku. Sae widząc zainteresowanie, jakim Kairi darzy Momo, próbuje zwrócić na siebie jego uwagę. Bezskutecznie jednak - Okayasu okazuje się być zakochany w Momo. Od tej pory staje się najwierniejszym przyjacielem tytułowej Brzoskwini, choć ta z początku odrzuca jego towarzystwo. Chcąc pozbyć się natręta, wyjawia mu swój największy sekret - miłość do Tojiego. Dziwnym trafem, tuż obok znajduje się sam zainteresowany wraz z Sae. Toji jest bardzo zaskoczony, jednak odważa się prosić Momo o chodzenie. Zdawałoby się, że od tego momentu sprawy wreszcie potoczą się tak, jak trzeba - i tak, jak życzyłaby to sobie główna bohaterka. Jednak zawistna Sae knuje już misterną intrygę, by rozbić związek Momo i Tojiego.

### Change of Heart
Pierwsza seria kończy się ostatecznym zerwaniem Momo i Tojiego, które Sae wymusza szantażem. W kolejnej sadze, zatytułowanej Change of Heart (Odmiana Serca), główna bohaterka zaczyna spotykać się ze swoim wielbicielem i przyjacielem zarazem - Kairim. Sae, dla której Kairi to naturalny wróg, postanawia przestać znęcać się nad Momo i w komiksie pojawia się już rzadziej. Niestety, pojawia się inny problem - okazuje się bowiem, iż Okayasu owszem, kocha Adachi, jednak wciąż zakochany jest w Misao, szkolnej pielęgniarce, niegdyś jego korepetytorce. Momo nie umie pogodzić się z faktem, że nie jest jedyną, którą Kairi darzy takim uczuciem. W międzyczasie swoją pierwszą nieszczęśliwą miłość przeżywa Sae. Zakochuje się w starszym bracie Kairi - Ryo, osobniku obdarzonym niesamowitą charyzmą i umiejętnością dopasowania się do najskrytszych marzeń kobiet, jednocześnie będącym postacią równie zakłamaną, dwulicową i przebiegłą, co sama Sae. Dodatkowo okazuje się być zamieszany w ciemne interesy, jest jednym z głównych menedżerów firmy funkcjonującej na zasadzie piramidy finansowej. Próbuje wykorzystać uczucie Sae dla zysków swojej firmy, wielokrotnie oszukuje ją i wykorzystuje.

### Historia Sae
Sae's Story (Historia Sae) rozpoczyna się w momencie, kiedy Kairi i Momo idą na uniwersytet, tymczasem Sae nie zdaje ostatniej klasy w liceum z powodu opuszczonych godzin lekcyjnych. Nasza bohaterka nie może się z tym pogodzić, postanawia więc udawać studentkę - regularnie przychodzi do kampusu, bierze udział w sesji zdjęciowej do studenckiego magazynu, zaczyna umawiać się ze studentami. Jednocześnie ma nadzieję wreszcie poznać mężczyznę, który pokocha ją taką, jaka jest. W tym samym czasie po wielu latach mieszkania w Malezji, do miasta wraca Kanji Saruwatari, zwany również Saru albo chłopcem-małpą, przyjaciel Sae z czasów dzieciństwa. Saru wciąż pamięta swoją małą przyjaciółkę - wówczas nieśmiałą, spokojną i słabą astmatyczkę i wierzy, że uda mu się przekonać ją, że nie musi udawać nikogo innego, bo najlepsza jest właśnie taka, jaka jest.

## Manga
Seria Brzoskwinia autorstwa Miwy Uedy ukazywała się w magazynie „Bessatsu Friend” od październikowego numeru w 1997 roku do styczniowego numeru w 2004. W 2005 roku ukazał się spin-off mangi zatytułowany Ura: Peach Girl (jap. 裏 ピーチガール Ura Pīchi Gāru).
W 16. numerze magazynu „Be Love” wydawnictwa Kodansha w 2016 roku podano do wiadomości, że od numeru wydanego 12 sierpnia 2016 roku będzie wydawany sequel zatytułowany Peach Girl Next (jap. ピーチガールNEXT), opowiadający losy bohaterów 10 lat po zakończeniu pierwotnej opowieści.

## Anime
| N/o            | Nieoficjalny polski tytuł                   | Angielski tytuł                                |
| -------------- | ------------------------------------------- | ---------------------------------------------- |
|                |                                             |                                                |
| SERIA PIERWSZA |                                             |                                                |
|                |                                             |                                                |
| 01             | Huragan miłości                             | Love Hurricane!                                |
|                |                                             |                                                |
| 02             | Pocałunek pułapka                           | Trap Kiss!                                     |
|                |                                             |                                                |
| 03             |                                             | You`ll Go That Far?! Super Sae                 |
|                |                                             |                                                |
| 04             | Czysta i Sprawiedliwa Deklaracja Katastrofy | Plure and Righteous Declaration of Catastrophe |
|                |                                             |                                                |
| 05             | Zawody Pływackie Wśród Wzburzonych Fal      | Swimming Competition of Red Hot Surging Waves  |
|                |                                             |                                                |
| 06             | Zderzenie! Nagła Śmierć Miłości!            | Crash! Love Sudden Death!                      |
|                |                                             |                                                |
| 07             | Wspólny Znak Miłości                        | A Brief Love Sign                              |
|                |                                             |                                                |
| 08             |                                             | Black Girl                                     |
|                |                                             |                                                |
| 09             |                                             | Operation: Destruction of Pure Love            |
|                |                                             |                                                |
| 10             |                                             | Peach Crisis                                   |
|                |                                             |                                                |
| 11             |                                             | An Unbearable Breakup                          |
|                |                                             |                                                |
| 12             |                                             | The Peach Flower Blossomed?                    |
|                |                                             |                                                |
| 13             |                                             | Shock! An Intruding Ex-Girlfriend!?            |
|                |                                             |                                                |
| 14             |                                             | The Man Who Calls Forth A Storm                |
|                |                                             |                                                |
| 15             |                                             | Who's Your True Love?                          |
|                |                                             |                                                |
| 16             |                                             | The Whereabouts of Love from the Abyss         |
|                |                                             |                                                |
| 17             |                                             | Straight Line of Pure Love!                    |
|                |                                             |                                                |
| 18             |                                             | Temptations of Midsummer                       |
|                |                                             |                                                |
| 19             |                                             | Puzzle of Feelings                             |
|                |                                             |                                                |
| 20             |                                             | One Stormy Night                               |
|                |                                             |                                                |
| 21             |                                             | Storm Warning of Love's Revival                |
|                |                                             |                                                |
| 22             |                                             | Love Existing Only in Your Head                |
|                |                                             |                                                |
| 23             |                                             | Forced Into a Choice                           |
|                |                                             |                                                |
| 24             |                                             | The Truth of Goodbye                           |
|                |                                             |                                                |
| 25             |                                             | Last Hurricane!                                |
|                |                                             |                                                |

## Film live action
W marcu 2016 roku ogłoszono powstawanie adaptacji mangi w formie filmu aktorskiego, którego premiera została zaplanowana na 2017 rok w Japonii. W roli Momo obsadzono Mizuki Yamamoto, a w roli Kairi Kei Inoo. Ponadto Mei Nagano występuje w roli Sae Kashiwagi, natomiast Mackenyu jako Kazuya "Tōji" Tōjigamori.
Reżyserem został Kōji Shintoku.